# Ladoga kondoi
Ladoga kondoi är en fjärilsart som beskrevs av Kuru 1938. Ladoga kondoi ingår i släktet Ladoga och familjen praktfjärilar. Inga underarter finns listade i Catalogue of Life.